# Jung In-sun
Jung In-sun (정인선?, 鄭仁仙?, Jeong In-seonLR, Chŏng InsŏnMR; Goyang, 25 aprile 1991) è un'attrice sudcoreana, principalmente nota per aver interpretato il ruolo della protagonista Han Yoon-ah nel drama coreano del 2018 Eurachacha Waikiki.
Ha iniziato a recitare nel 1996, dopo essere stata iscritta insieme al fratello maggiore a scuola di recitazione; il suo primo ruolo da protagonista è stato nella serie del 2017 Maenmom-ui sobanggwan. Oltre a recitare, dal 2019 al 2021 è stata co-conduttrice del varietà culinario Baek Jong-won-ui golmoksikdang.

## Filmografia

### Cinema
- Mongjung-in (몽중인?), diretto da Lee Kyung-young (2002)
- Memories of Murder (살인의 추억?, Sar-in-ui chu-eokLR), diretto da Bong Joon-ho (2003)
- Sink & Rise (싱크 & 라이즈?, Singkeu & Ra-ijeuLR), diretto da Bong Joon-ho (2003)
- Annyeong! UFO (안녕! 유에프오?, Annyeong! Yu-epeu-oLR), diretto da Kim Ji-min (2004)
- Audition (오디션?, OdisyeonLR) (2009)
- Cafe Noir (카페 느와르?, Kape neu-wareuLR), diretto da Jung Sung-il (2010)
- Dosin-ui bam (도시의 밤?), diretto da Kim Tae-yong (2012)
- Museo-un i-yagi 2 (무서운 이야기 2?), diretto da Kim Hwi (2013)
- Talchul (탈출?) – cortometraggio (2013)
- Han Gong-ju (한공주?), diretto da Lee Su-jin (2014)
- Gyeongju (경주?), diretto da Jang Ryul (2014)
- Open Your Eyes (오픈 유어 아이즈?, Opeun yu-eo a-ijeuLR), diretto da Park Yong-sik – cortometraggio (2016)
- Meongmung-i 멍뭉이?), regia di Jason Kim (2022)

### Televisione
- Dangsin (당신?) – serie TV (1996)
- Sunpungsanbu-in-gwa (순풍산부인과?) – serie TV (1998)
- KAIST (카이스트?, Ka-iseuteuLR) – serie TV (1999)
- Kkotbat-eseo (꽃밭에서?) – serie TV (2001)
- Magic Kid Masuri (매직키드 마수리?, Maejigkideu MasuriLR) – serie TV (2002)
- Wigi-ui namja (위기의 남자?) – serie TV (2002)
- Tae-yang-in ijema (태양인 이제마?) – serie TV (2002)
- Dae Jang-geum (대장금?) – serie TV (2003)
- TVro boneun wonjakdonghwa (TV로 보는 원작동화?) – serie TV, 3 episodi (2003)
- Ne sontop kkeut-e bich-i nam-a iss-eo (네 손톱 끝에 빛이 남아 있어?) – serie TV (2004)
- Yeong-unsidae (영웅시대?) – serie TV (2004)
- Dalkomhan na-ui dosi (달콤한 나의 도시?) – serie TV (2008)
- Basketball (빠스껫 볼?, Ppaseugget bolLR) – serie TV (2013)
- 12nyeonman-ui jaehoe - Dallae doen, jangguk (12년만의 재회: 달래 된, 장국?) – serie TV (2014)
- KBS Drama Special (KBS 드라마 스페셜?) – serie TV, 1 episodio (2014)
- Manyeobogam (마녀보감?) – serie TV, episodi 1-2 (2016)
- Maenmom-ui sobanggwan (맨몸의 소방관?) – serie TV (2017)
- Circle - I-eojin du segye (써클: 이어진 두 세계?, Sseokeul: I-eojin du segyeLR) – serie TV (2017)
- Eurachacha Waikiki (으라차차 와이키키?) – serie TV, 20 episodi (2018)
- Nae dwi-e Terrius (내 뒤에 테리우스?) – serie TV, 32 episodi (2018)
- Psychopath Diary (싸이코패스 다이어리?, Ssaikopaeseu daieoriLR) – serie TV, 16 episodi (2019)
- Ajik natseoreun (아직 낫서른?) – serie TV (2021)
- Neo-ui bam-i doe-eojulge (너의 밤이 되어줄게?) – serie TV (2021-2022)
- DNA Lover (DNA 러버?) – serie TV (2024)

## Riconoscimenti
- Asia Artist Award
  - 2018 – Premio stella nascente[8]

- MBC Drama Award
  - 2018 – Premio all'eccellenza, attrice in un drama del mercoledì-giovedì per Nae dwi-e Terrius[9]
- SBS Entertainment Award
  - 2019 – Premio principianti (donne) per Baek Jong-won-ui golmoksikdang[10]
  - 2020 – Premio all'eccellenza (reality) per Baek Jong-won-ui golmoksikdang[11]